# 稽胡
稽胡，又称山胡、步落稽（中古漢語擬音：bʻuo-lâk-kiei）:297、步落堅，是南匈奴留居山西山区的部落，没有随前赵等政权汉化，一直保持到南北朝时期。

## 詞源
步落稽這個名稱的變體步落堅首次出現於《魏書》卷七四〈尒朱榮傳〉，:440:1781林梅村認為步落堅的「堅」帶有古阿爾泰語系詞彙中常見的不穩定尾音 /n/ ，尾音 /n/ 可以用於表示複數，因此步落堅即是「步落稽族」或「步落稽部落」的意思。:73
卜弼德 (Peter A. Boodberg) 認為「步落稽」來源於一個突厥語和蒙古語的動詞詞根 *bul-, bula-＞bulγa~bulaq，意思是「混合」、「變為混合的」。他進一步將「步落稽」與保加爾人的名稱聯繫起來，推論兩者皆因為處於遊牧文明與定居文明的交接地帶，跟定居族群往來與混合而得名。:297, 300-301下表的內容為卜弼德認為源於 *bul, bulγa~bulaq 的名稱：:301-302
| 音譯名稱 | 中古漢語發音    | 原名稱擬音            | 指稱對象                      | 來源                 | 註                                               |
| -------- | --------------- | --------------------- | ----------------------------- | -------------------- | ------------------------------------------------ |
| 步落稽   | bʻuo-lâk-kiei   | *bulaqï               | 高湛之小名                    | 《北齊書》卷十       | 卜弼德認為可能取自他與柔然公主的聯姻             |
| 步落堅   | bʻuo-lâk-kien   | *bulaqïn              | 胡人酋帥之名                  | 《魏書》卷七十四     |                                                  |
| 沒根     | muət-kən        | *bulqïn               | 劉庫仁之小名                  | 《魏書》卷二十三     |                                                  |
| 沒歌     | muət-kâ         | *bulga, 可能為 *bulγa | 於364年遭拓跋什翼犍擊敗之部落 | 《魏書》卷一         |                                                  |
| 沒鹿回   | muət-luk-γuâi   | *buluγai~*bulγai      | 與拓跋部有關之部落            | 《魏書》卷一         |                                                  |
| 沒骨     | muət-kuət       | *bulqut~*bulqur       | 殺死禿髮樹機能之人            | 《魏書》卷九十九     |                                                  |
| 附力眷   | bʻi̯u-li̯ək-ki̯ωän | *bul(ï)qïn            | 賀蘭部酋帥之名                | 《魏書》卷二         |                                                  |
| 扶羅韓   | bʻi̯u-lâ-γân     | *bulaγan              | 鮮卑酋帥之名                  | 《三國志》卷三十     | 也可能代表蒙古語的 bulaγan「貂」                 |
| 步陸孤   | bʻuo-li̯uk-kuo   | *buluqu~*bulqu        | 拓跋部諸氏族之一              | 《通志》卷二十九     | 也作步鹿孤(bʻuo-li̯uk-kuo)或步六孤(bʻuo-li̯uk-kuo) |
| 步鹿根   | bʻuo-luk-kən    | *bulqïn               | 同上                          | 《魏書》卷一百一十三 | 或作步鹿斤(bʻuo-luk-ki̯ən)                        |

## 起源
學界普遍認為稽胡的起源跟匈奴有密切的關係，但是跟匈奴有何種確切的關係仍沒有定論，另外也有一些學者主張不同的理論。:119-120這些理論大致上可以分為三類：西域胡人說、匈奴說、土著說。:167-168

### 西域胡人說
周一良認為〈稽胡傳〉開頭所稱的「匈奴別種」，「大都是指有隸屬關係而種族不相同的部落。」一些附屬於匈奴的西域胡人曾遷徙至中國北部的并州，稽胡就是這些西域胡人部落的後裔。稽胡人之中有許多人姓曹與白，此二者分別來自昭武九姓與龜茲，表明了稽胡的西域胡起源。至於稽胡中特別多的劉姓，則是因為稽胡曾役屬於南匈奴五部，又居住於五部故地，因此冒姓劉來提升自己的威望。:151-155

## 史料
《周書》卷四九〈稽胡傳〉簡短記載了稽胡的歷史，:972-975其章節內容也曾被其他百科全書式的史料引用，如《通典》:5383-5384、《太平寰宇記》:3716-3717、《通志》與《文獻通考》。跟稽胡相關的資料也散見於《北史》、《北齊書》等其餘史料來源。:87另外，考古發掘的文物也提供了些許關於稽胡的史料，如《北周大利稽氏墓磚》:252、《隋李和墓誌銘》:309-310等。

## 歷史
《周書·異域傳上·稽胡》：
稽胡一曰步落稽，蓋匈奴別種，劉元海五部之苗裔也。或云山戎赤狄之後。自離石以西，安定以東，方七八百里，居山谷間，種落繁熾。
稽胡為南匈奴內遷後的苗裔，分布地西起安定（今甘肅省涇川縣一帶），東至離石（今山西省呂梁市離石區），甚為遼闊。以黃河一線為界，可分為東、西兩部分，東以離石、吐京（今山西省呂梁市石樓縣）為主，河西部分又有夏州、延州、丹州等諸部胡。
稽胡刘蠡升，北魏末年，自称天子，改元神嘉，居住在云阳谷；535年，东魏丞相高欢大败刘蠡升。564年，北周大将杨忠引兵出沃野，接应突厥，军粮短缺，杨忠便召集诱骗稽胡酋长送来粮食。575年，韦孝宽派遣北山的稽胡，截断北齐并州、晋州的通道。577年，稽胡乘北齐灭亡之机，盗走北齐丢弃的盔甲兵器。立刘蠡升的孙子刘没铎为君主，称圣武皇帝，改年号为石平。周武帝任命宇文宪为行军元帅，率谯王宇文俭、滕王宇文逌、赵王宇文招击败刘没铎。581年，隋文帝命汾州刺史韦冲征发稽胡修筑长城，有在征发途中叛逃，韦冲以理安抚，胡人都来去服役修筑长城。604年，杨谅反隋炀帝时，进攻稽胡人守卫的南门，稽胡不认识杨谅，用弓箭射击。614年五月廿六日，刘迦论自称皇王，年号大世，与稽胡部落里应外合侵掠地方。617年七月初六，李渊起兵，派通议大夫张纶率兵攻略稽胡。618年四月，稽胡侵富平，唐将王师仁打败稽胡。五万稽胡侵宜春，唐王相国府谘议参军窦轨统兵讨伐稽胡，在黄钦山大败稽胡。620年，梁师都带领突厥、稽胡军入侵唐朝，行军总管段德操打败他们。621年，稽胡酋帅刘仙成部落数万，为唐朝边境之祸，唐高祖诏命太子李建成统兵讨伐稽胡。后来，刘仙成率众投降梁师都，梁师都听谗言，杀掉刘仙成。

## 文化
《周書·異域傳上·稽胡》曾記載：
...其俗土著，亦知種田。地少桑蠶，多麻布。其丈夫衣服及死亡殯葬，與中夏略同。...又與華民錯居，其渠帥頗識文字。然語類夷狄，因譯乃通。
稽胡因居於今山西以西至陝北、甘肅東部之地，形成獨特的過渡文化特色。由周書可見，稽胡雖為匈奴後裔，但已知種田，喪葬、服飾從漢族風俗，將帥能識漢字，惟語音不通爾。也許是受到先祖劉淵開創漢趙國的啟示，稽胡崇尚自立稱王，而在中國邊境形成長期的反對勢力。

## 延伸阅读
[在维基数据编辑]
 《周書·卷49》，出自令狐德棻《周書》
 《北史/卷096》，出自李延壽《北史》 